# Holothele culebrae
Holothele culebrae är en spindelart som först beskrevs av Alexander Petrunkevitch 1929.  Holothele culebrae ingår i släktet Holothele och familjen fågelspindlar.
Artens utbredningsområde är Puerto Rico. Inga underarter finns listade i Catalogue of Life.